# Daniel Santos (Boxer)
Daniel Santos Peña (* 10. Oktober 1975 in San Juan, Puerto Rico) ist ein ehemaliger puerto-ricanischer Boxer. Er war WBO-Weltmeister im Weltergewicht (Mai 2000 – März 2002) und Halbmittelgewicht (März 2002 – Dezember 2005), sowie WBA-Weltmeister im Halbmittelgewicht (Juli 2008 – November 2009).
Als Amateur gewann er unter anderem eine Bronzemedaille im Weltergewicht bei den Olympischen Spielen 1996.

## Karriere

### Amateurkarriere
Daniel Santos gewann jeweils eine Bronzemedaille im Halbweltergewicht bei den Junioren-Weltmeisterschaften 1990 in Peru und 1992 in Kanada. Er war dabei im Halbfinale 1990 gegen Stevie Johnston und 1992 gegen Roko Fröhlich ausgeschieden.
Bei den Zentralamerika- und Karibikspielen 1993 in Puerto Rico unterlag er im Viertelfinale gegen Héctor Vinent, zudem verlor er in der Vorrunde bei den Weltmeisterschaften 1993 in Finnland gegen Peter Claesson.
1994 gewann er Bronze im Weltergewicht bei den Goodwill Games in Russland, nachdem er im Halbfinale gegen Juan Hernández unterlegen war. 1995 konnte er bei den Panamerikanischen Spielen in Argentinien die Silbermedaille im Weltergewicht erkämpfen. Er war dabei erst im Finale knapp mit 9:9+ gegen David Reid gescheitert.
Bei den Weltmeisterschaften 1995 in Deutschland schied er in der Vorrunde erneut gegen Juan Hernández aus, gewann jedoch 1996 die amerikanische Olympiaqualifikation in Puerto Rico.
Er startete daraufhin bei den Olympischen Spielen 1996 in Atlanta und besiegte dort Ernest Mboa, Kabil Lahsen und Nariman Atayev, ehe er im Halbfinale knapp mit 11:13 gegen Oleg Saitow ausschied und Bronze im Weltergewicht gewann.

### Profikarriere
Daniel Santos wurde nach den Olympischen Spielen 1996 Profiboxer und kämpfte am 27. November 1999 in der Hansehalle Lübeck um den WBO-Weltmeistertitel im Weltergewicht, unterlag dabei jedoch knapp nach Punkten gegen Achmed Kotijew. Im Rückkampf am 6. Mai 2000 im Swissôtel Neuss gewann Santos jedoch durch Knockout (K.o.) in der fünften Runde und wurde damit WBO-Weltmeister. Den Titel verteidigte er anschließend jeweils durch K.o. gegen Giovanni Parisi und Neil Sinclair, sowie durch ein No Contest (Verletzungsbedingter Kampfabbruch in der ersten Runde nach unbeabsichtigtem Kopfstoß) gegen Antonio Margarito.
Santos stieg anschließend in das Halbmittelgewicht auf und gewann am 16. März 2002 in Las Vegas auch hier den WBO-Weltmeistertitel, nachdem sein Gegner Luis Campas den Kampf in der elften Runde aufgab (Technischer K.o. – TKO). Den Titel verteidigte er gegen Mehrdud Takaloo, Fulgencio Zúñiga, Michael Lerma und auch Antonio Margarito, ehe er ihn am 3. Dezember 2005 in Magdeburg durch eine Punktniederlage an Serhij Dsynsyruk verlor.
Im Oktober 2007 schlug er Jose Rivera und erhielt dadurch einen Kampf um die WBA-Weltmeisterschaft im Halbmittelgewicht, die er am 11. Juli 2008 in Montreal durch K.o. in der sechsten Runde gegen den bis dahin ungeschlagenen Joachim Alcine gewann. Den Titel verlor er in der ersten Verteidigung am 14. November 2009 in Las Vegas durch eine Punktniederlage an Yuri Foreman.